# Bogdan Jočić
Bogdan Jočić (in serbo Богдан Јочић?; Belgrado, 11 gennaio 2001) è un calciatore serbo, centrocampista del Rubin.

## Statistiche

### Presenze e reti nei club
Statistiche aggiornate 7 febbraio 2025.
| Stagione        | Squadra           | Campionato      | Campionato | Campionato | Coppe nazionali | Coppe nazionali | Coppe nazionali | Coppe continentali | Coppe continentali | Coppe continentali | Altre coppe | Altre coppe | Altre coppe | Totale | Totale |
| Stagione        | Squadra           | Comp            | Pres       | Reti       | Comp            | Pres            | Reti            | Comp               | Pres               | Reti               | Comp        | Pres        | Reti        | Pres   | Reti   |
| --------------- | ----------------- | --------------- | ---------- | ---------- | --------------- | --------------- | --------------- | ------------------ | ------------------ | ------------------ | ----------- | ----------- | ----------- | ------ | ------ |
| ago. 2020       | Grafičar Belgrado | 1.L             | 3          | 0          | CS              | -               | -               |                    | -                  | -                  |             | -           | -           | 3      | 0      |
| set. 2019-2020  | Verona            | A               | 0          | 0          | CI              | -               | -               |                    | -                  | -                  |             | -           | -           | 0      | 0      |
| 2020-2021       | Verona            | A               | 0          | 0          | CI              | -               | -               |                    | -                  | -                  |             | -           | -           | 0      | 0      |
| set.-dic. 2021  | Metalac           | SL              | 5          | 0          | CS              | 1               | 0               |                    | -                  | -                  |             | -           | -           | 6      | 0      |
| 2021-2022       | Pro Vercelli      | C               | 4          | 0          | CI-C            | -               | -               |                    | -                  | -                  |             | -           | -           | 4      | 0      |
| 2022-2023       | Voždovac          | SL              | 16+6       | 0+1        | CS              | -               | -               |                    | -                  | -                  |             | -           | -           | 22     | 1      |
| 2023-feb. 2023  | Voždovac          | SL              | 19         | 3          | CS              | 1               | 1               |                    | -                  | -                  |             | -           | -           | 20     | 4      |
| Totale Voždovac | Totale Voždovac   | Totale Voždovac | 41         | 4          |                 | 1               | 1               |                    | -                  | -                  |             | -           | -           | 42     | 5      |
| mar.-giu. 2024  | Rubin             | PL              | 6          | 1          | CR              | -               | -               |                    | -                  | -                  |             | -           | -           | 6      | 1      |
| 2024-2025       | Rubin             | PL              | 6          | 1          | CR              | 5               | 0               |                    | -                  | -                  |             | -           | -           | 11     | 1      |
| Totale Rubin    | Totale Rubin      | Totale Rubin    | 12         | 2          |                 | 5               | 0               |                    | -                  | -                  |             | -           | -           | 17     | 2      |
| Totale carriera | Totale carriera   | Totale carriera | 65         | 6          |                 | 7               | 1               |                    | -                  | -                  |             | -           | -           | 72     | 7      |